# 楊貝貝
楊貝貝（英語：Isobel Yeung；1986年—），港英混血，英国资深记者，曾报道過關於全球的各種问题，例如持续的世界冲突、恐怖主义、勞動教養和种族灭绝。还报道過发展中国家的社会问题，例如性别角色、妇女权利、心理健康和腐败。艾美奖和格雷西奖得主。